# Algorismus
Algorismus är en kort avhandling om matematik, skriven på gammelisländska. Det är den äldsta texten om matematik på ett skandinaviskt språk och överlevde genom 1400-tals samlingen Hauksbok. Det är förmodligen en översättning från latin till fornnordiska av några sidor som ingår i ännu äldre böcker som Carmen de Algorismo av De Villa Dei av 1200, Liber Abaci av Fibonacci av 1202, och Algorismus Vulgaris av De Sacrobosco av 1230.